# Richard Feynman
Richard Feynman (anglès: Richard Phillips Feynman) (pronunciació en : /ˈfaɪnmən/) (Far Rockaway, 11 de maig de 1918 - Centre Mèdic Ronald Reagan, UCLA, 15 de febrer de 1988) fou un físic estatunidenc, considerat com un dels més importants del segle xx. El seu treball en electrodinàmica quàntica li va valer el Premi Nobel de Física l'any 1965 compartit amb els físics nord-americà Julian Schwinger i japonès Sin-Itiro Tomonaga.
Feynman era i és una figura popular no només per la seva habilitat com a conferenciant i professor sinó també per la seva excentricitat i esperit lliure mostrats en llibres com: Surely You're Joking, Mr. Feynman! (Deu estar de broma, Sr. Feynman!) i d'altres de gran succés. A més de la carrera acadèmica, Feynman va ser un professor admirat i un talentós músic amateur. Va col·laborar en el Projecte Manhattan, en què es va desenvolupar la bomba atòmica americana. Durant aquell temps Feynman va estar a càrrec de la divisió de càlcul del projecte i va reeixir a construir un sistema de càlcul massiu a partir de màquines IBM. Al llarg d'aquest període, també era encarregat de supervisar la seguretat de les plantes d'enriquiment d'urani.
Entre 1950 i 1988, Feynman va treballar a l'Institut Tecnològic de Califòrnia, Caltech, en el lloc de Richard Chase Toleman Professor of Theoretical Physics, encarregat de l'ensenyament de física teòrica.
Al llarg de la seva vida, Feynman va rebre molts premis, incloent-hi el Premi Albert Einstein (Princeton, 1954) i el Premi Lawrence (1962). També va ser membre de la Societat Americana de Física, de l'associació americana per al progrés de la ciència, la National Academy of Sciences, i va ser elegit com a membre estranger de la Royal Society el 1965. Feynman és considerat com una de les figures pioneres de la nanotecnologia i una de les primeres persones a imaginar els ordinadors quàntics.
Entre els seus treballs més importants destaca la introducció dels diagrames de Feynman, una forma intuïtiva de visualitzar les interaccions de partícules atòmiques en electrodinàmica quàntica mitjançant aproximacions gràfiques en el temps.

## Biografia
Feynman va néixer a la ciutat de Nova York l'11 de maig de 1918; els seus pares eren jueus, encara que no practicants. El jove Feynman va estar fortament influenciat pel seu pare, que l'animava a fer preguntes que desafiaven el raonament tradicional. La seva mare li va transmetre un profund sentit de l'humor, que va mantenir durant tota la seva vida. De nen li agradava reparar ràdios; ja demostrava talent per a l'enginyeria. Experimentava i redescobria temes matemàtics tals com la 'mitja derivada' (un operador matemàtic que quan és aplicat dos cops sobre una funció resulta en la derivada d'aquesta) utilitzant la seva pròpia notació, abans d'entrar a la universitat. La seva manera de pensar desconcertava de vegades a pensadors més convencionals; una de les seves preguntes quan estava aprenent l'anatomia dels felins, durant el curs de biologia universitari va ser: "Té un mapa del gat?". La seva manera de parlar era clara, encara que sempre ho feia amb un marcat discurs informal.

### Formació
Feynman va rebre la llicenciatura a l'Institut Tecnològic de Massachusetts el 1939. Va seguir amb un doctorat en mecànica quàntica per la Universitat de Princeton el 1942; el seu director de tesi era John Archibald Wheeler. Quan la tesi era acabada, Wheeler li va presentar a Albert Einstein, però a Einstein no el va convèncer. Mentre treballava en la tesi, Feynman es va casar amb, Arline Greenbaum, que tenia tuberculosi, una malaltia terminal en aquella època; atès que tots dos van ser cautelosos, Feynman mai va contraure la malaltia.

### El projecte Manhattan

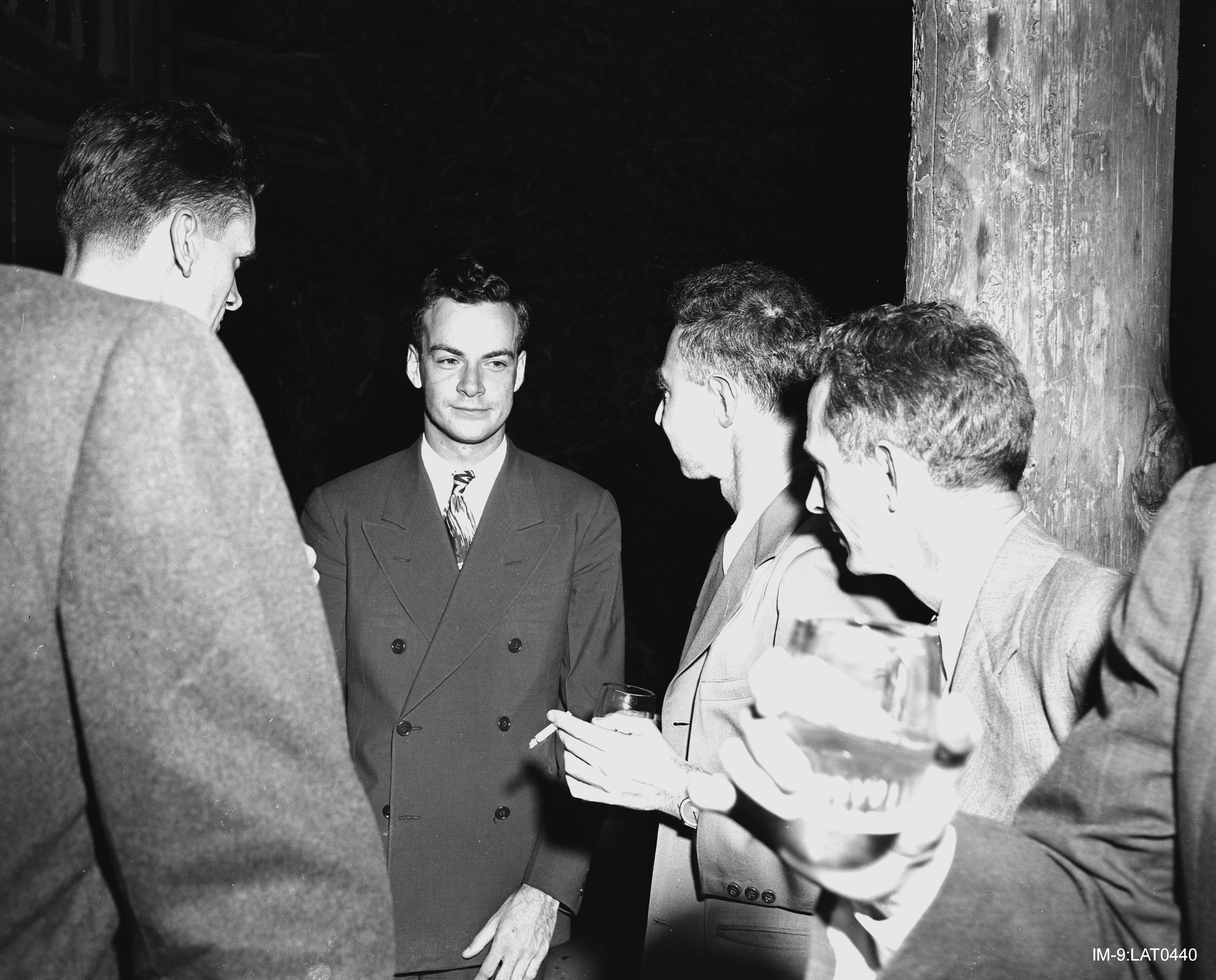
Feynman (centre) i Robert Oppenheimer.

A Princeton, el físic Robert R. Wilson va animar Feynman a participar en el Projecte Manhattan, el projecte de l'exèrcit dels Estats Units a Los Alamos per desenvolupar la bomba atòmica. Visitava la seva esposa en un sanatori a Santa Fe els caps de setmana fins que va morir el juliol de 1945. Es va bolcar en la seva feina del projecte i va ser present al test de la bomba conegut com a Trinity. Feynman pretenia ser l'única persona que va veure l'explosió sense les ulleres fosques, mirant a través del parabrisa d'un camió per protegir-se de les nocives freqüències ultraviolades.
Com a jove físic, el seu paper en el projecte era relativament allunyat de la línia principal. En particular, consistia en la direcció del grup de computació 'humana' de la divisió teòrica. Més tard, juntament amb Nicholas Metropolis, va instal·lar el sistema per utilitzar màquines de targetes perforades d'IBM per a la computació. Feynman i el seu grup realment van reeixir a resoldre una de les equacions del projecte que eren escrites a les pissarres. Tot i això, no van fer la 'física bé' i la solució no va ser utilitzada en el projecte.
Los Alamos estava aïllada; en les seves pròpies paraules, «No hi havia res a fer allà». Avorrit, Feynman va trobar passatemps com obrir caixes de cabals on deixava notes gracioses per a provar que la seguretat del laboratori no era tan bona com es pretenia; va trobar una part aïllada de l'altiplà (Los Alamos està en una elevació) on tocava el timbal a l'estil indi; «i potser ballaré i cantaré una mica». Aquest fet no va passar desapercebut, però ningú es va adonar que «Injun Joe» era en realitat Feynman. Es va fer amic del cap de projecte J. Robert Oppenheimer que va intentar sense èxit motivar-lo a treballar a la Universitat de Califòrnia a Berkeley, després de la guerra.

### Principis de la seva carrera: Universitat Cornell
Després del projecte, Feynman va començar a treballar com a professor a la Universitat Cornell, on treballava Hans Bethe, que havia provat que la font d'energia del Sol era la fusió nuclear. A pesar d'això, se sentia sense inspiració. Pensava que estava cremat i es va entretenir amb problemes poc útils, però divertits, com analitzar la física d'una baldufa. Tot i això aquest treball li va servir per a futures investigacions. Va quedar molt sorprès quan li van oferir places de professor d'universitats punteres. Va triar finalment l'Institut de Tecnologia de Califòrnia a Pasadena, per bé que li van oferir una plaça a l'Institut d'Estudis Avançats, prop de la Universitat de Princeton (on en aquell temps hi havia Albert Einstein).
Feynman va refusar l'Institut per la raó que no hi havia obligacions com a professor. Feynman pensava que els seus estudiants eren una font d'inspiració i també, durant els períodes no creatius, de confort. Sentia que, si no podia ser creatiu, com a mínim podia ensenyar.
Feynman de vegades és anomenat «el gran explicador»; tenia una gran cura quan explicava algun tema als estudiants, i es va convertir en una qüestió moral no fer-ho un tema arcà, sinó accessible per als altres. «Pensament clar» i «presentació clara» per a ell són requisits fonamentals. Un any sabàtic, el va retornar a estudiar els Principia d'Isaac Newton; el que va aprendre de Newton ho va transmetre als estudiants, tal com l'intent de Newton d'explicar la difracció.

### Els anys al Caltech
Feynman va fer bona part del seu millor treball a l'Institut Tecnològic de Califòrnia, (Caltech), que va incloure investigacions en:
- Electrodinàmica quàntica. El problema pel que Feynman va guanyar el seu Premi Nobel era relacionat amb la probabilitat de canvi dels estats quàntics. Va ajudar a desenvolupar la formulació de la integral de camí de la Mecànica Quàntica, en la qual tots els possibles camins d'un estat al següent són considerats, essent el camí real un 'sumatori' de totes les possibilitats.
- Física de la superfluïdesa de l'heli líquid, en el qual l'heli sembla tenir una falta total de viscositat quan flueix. Aplicant l'Equació de Schrödinger al problema va observar que la superfluïdesa era un comportament quàntic observable a escala macroscòpica. Això va ajudar enormement amb el problema de la superconductivitat.
- Un model de la desintegració dèbil. Un exemple de la interacció dèbil és la desintegració d'un neutró en un electró, un protó, y un antineutrí. Encara que E.C. George Sudharsan i Robert Marshak desenvoluparen la teoria gairebé simultàniament, la col·laboració de Feynman amb Murray Gell-Mann es considera com la principal. La teoria va ser de molta importància i la interacció dèbil fou descrita amb gran precisió.

També va desenvolupar els «Diagrames de Feynman», un dispositiu de quadern que ajuda a entendre i calcular les interaccions entre partícules en l'espaitemps. Aquest mètode li va permetre a ell i ara permet a d'altres, treballar amb conceptes que haurien estat més difícils sense ell, com la reversibilitat del temps i altres processos fonamentals. Aquests diagrames són ara fonamentals per a la 'Teoria de Strings' i la 'Teoria-M'.
A partir dels seus diagrames d'un petit nombre de partícules interaccionant en l'espaitemps, Feynman va intentar modelitzar tota la física' en termes d'aquestes partícules' dels seus spins i de l'acoblament de les forces fonamentals. El model dels quarks, era el rival de la formulació del 'parton' de Feynman i fou el guanyador. Tot i això, Feynman no va lluitar contra el model dels quarks; per exemple, quan es va descobrir el cinquè quark, Feynman immediatament va fer notar als seus estudiants que el descobriment implicava un sisè quark, que va ser realment descobert una dècada després de la seva mort.
Després de l'èxit de l'Electrodinàmica Quàntica, Feynman va estudiar la Gravetat Quàntica. Per analogia amb el fotó, que té spin 1, va investigar les conseqüències d'una partícula sense massa de spin 2, i va poder derivar les equacions de camp d'Einstein de la Relativitat General, però poca cosa més. Desafortunadament, en aquest moment va arribar a estar exhaust al treballar en molts projectes importants al mateix temps, incloent-hi les seves 'Lectures de Física'.
Durant la seva estada al Caltech, se li va demanar ajudar en l'ensenyament dels estudiants de la llicenciatura. Després de dedicar 3 anys al projecte, va produir una sèrie de lectures, que es va convertir en les 'Lectures de Física de Feynman', que són la raó més important per la qual Feynman és encara considerat per una gran majoria de físics com un dels grans mestres de l'ensenyament de la física de tots els temps. Posteriorment li va ser concedida la medalla Oersted, de la qual estava especialment orgullós.
Feynman va ser un influent difusor de la física en els seus llibres i lectures, especialment una xerrada sobre nanotecnologia el 1959 anomenada Hi ha molt lloc en el fons. Feynman va oferir 1000 dòlars en premis per dos dels seus reptes en nanotecnologia. També fou un dels primers científics a adonar-se de les possibilitats dels ordinadors quàntics. Moltes de les seves lectures van ser convertides en llibres com El Caràcter de la Llei Física i Electrodinàmica Quàntica: L'Estranya Teoria de la Llum i la Matèria.

### Vida Personal
La primera esposa de Feynman va morir mentre ell treballava en el projecte Manhattan. Es va casar un segon cop, amb Mary Louise Bell de Neodesha a l'estat de Kansas, el juny del 1952; el matrimoni va ser breu i fracassat.
Feynman es va casar més tard amb Gweneth Howarth del Regne Unit, que compartia el seu entusiasme per la vida. A més de la seva llar a Altadena, tenien una casa a la platja a la Baixa Califòrnia. Van romandre casats la resta de la seva vida i van tenir un fill, Carl, i una filla adoptiva, Michelle.
Feynman va tenir molt èxit ensenyant a Carl a utilitzar discussions sobre formigues i Marcians com a mètode per aconseguir veure problemes des de noves perspectives; es va sorprendre en veure que la mateixa manera d'ensenyar no servia per a Michelle. Les matemàtiques eren un punt comú d'interés per al pare i per al fill; van entrar en el camp de les computadores com a consultors. El Laborati de Propulsió de Jets va retenir a Feynman com a consultor d'informàtica per a missions crítiques.
D'acord amb el professor Steven Frautschi, un col·lega, Feynman va ser l'única persona a la regió d'Altadena que va contractar una assegurança contra les riuades després del foc massiu del 1978, predient correctament que la destrucció causada pel foc ocasionaria una erosió del paisatge, que causaria esllavissaments i inundacions. La riuada va ocórrer el 1979 després de les pluges de l'hivern i va destruir moltes cases del barri.
Feynman va viatjar molt, notablement al Brasil, i prop del final de la seva vida va planejar visitar la fosca terra russa de Tuva, un somni, que a causa dels problemes burocràtics de la Guerra Freda mai no va poder realitzar. En aquell moment li van descobrir un càncer però, gràcies a la cirurgia, li va ser extirpat.

### Darrers anys
Feynman no va treballar només en física, i tenia un gran cercle d'amics de molts àmbits de la vida, incloent-hi les arts. Va practicar la pintura i va tenir una mica de succés sota un pseudònim, que culminà amb una exposició. Al Brasil, amb persistència i pràctica, va aprendre a tocar el tambor a l'estil samba i va participar en una escola de samba. Per això va rebre una reputació d'excèntric.
Feynman tenia unes opinions molt liberals sobre la sexualitat i no l'avergonyia reconèixer-ho. A Surely You're Joking, Mr. Feynman! (Deu estar de broma, Sr. Feynman!) explica que gaudia de les cases de prostitució i de ballarines de topless. A més, admetia ser un fumador de cànnabis i haver experimentat amb l'LSD.

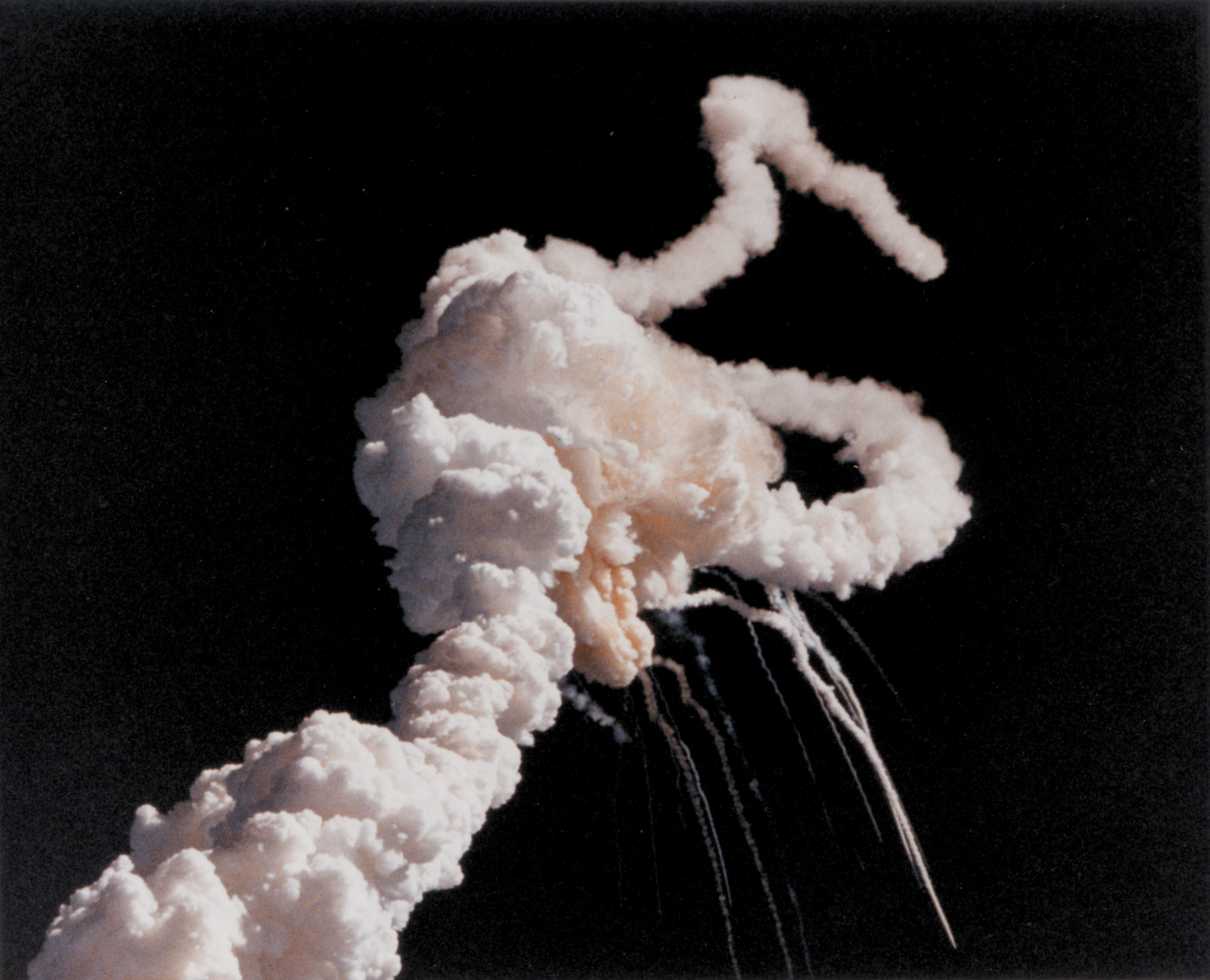
Feynman fou requerit per participar en la investigació de l'explosió del transbordador espacial Challenger

Feynman va ser requerit per participar en la "Comissió Rogers" que va investigar el desastre del transbordador espacial Challenger el 1986. Seguint pistes proporcionades per algun informador intern, Feynman va mostrar a televisió el paper crucial que van tenir en el desastre les juntes tòriques dels coets laterals, amb una simple demostració utilitzant un vas d'aigua amb gel i una mostra del material. La seva opinió sobre la causa de l'accident va ser diferent de l'oficial i considerablement més crítica sobre el paper de la direcció, que va deixar de banda les preocupacions plantejades pels enginyers. Després d'insistir molt, l'informe de Feynman va ser inclòs com un apèndix al document oficial. Al llibre Què t'importa el que pensin els altres? inclou la història del seu treball a la comissió. La seva habilitat com a enginyer queda reflectida per la seva estimació de la fiabilitat del transbordador espacial (98%), que ha estat lamentablement confirmat en les dues errades cada 100 vols del transbordador fins al 2003.
El càncer es va reproduir el 1987 i Feynman va ingressar a l'hospital un any més tard. Complicacions quirúrgiques van empitjorar la seva condició i Feynman va decidir morir amb dignitat i no va acceptar més tractaments. Va morir el 15 de febrer de 1988 a la seva casa de Los Angeles.

## Obres de Feynman
Les Feynman's Lectures on Physics (‘Lliçons de física d'en Feynman’) són probablement la seva obra més accessible per a qualsevol amb interès per la física. Es tracta d'una exposició de física general, a nivell de primer de carrera, però amb un èmfasi especial en la deducció i el raonament, allunyat dels llibres de text convencionals.
Algunes de les seves obres més destacades són:
Física
- The Feynman's lectures on physics, Vol I,II, III. Amb Robert Leighton i Matthew Sands. Disponible en castellà i anglès.
- Lectures on Computation.
- Feynman Lectures on Gravitation. Amb F. B. Morinigo i W. G. Wagner.
- Quantum Mechanics and Path Integrals (conjuntament amb Albert Hibbs) ISBN 0-07-020650-3

Divulgació en física
- The Character of Physical Law (existeix trad. castellana).
- Six Easy Pieces: Essentials of Physics Explained by Its Most Brilliant Teacher.
- Six Not-So-Easy Pieces: Einstein's Relativity, Symmetry and Space-Time.
- Quantum Electrodynamics: the Strange Theory of Light and Matter (existeix trad. castellana).

Divulgació i pensament de Feynman
- The meaning of it all: Thoughts of a citizen scientist. (Trad. catalana: El sentit de tot plegat, Empúries, 1999).
- The Pleasure of Finding Things Out. The Best Short Works of Richard P. Feynman.
- Surely you are joking Mr. Feynman! Adventures of a Curious character (existeix trad. castellana).
- What Do You Care What Other People Think? Further Adventures of a Curious Character (existeix trad. castellana).